# Allan Johansen
Allan Johansen (Silkeborg, 14 de juliol de 1971) és un ciclista danès, ja retirat, professional del 1999 al 2009. En el seu palmarès destaca el Campionat de Dinamarca de ciclisme en ruta de 2006.

## Palmarès
- 1999
  - 1r al Gran Premi Aarhus
  - 1r a la Rund um Düren
  - Vencedor d'una etapa de la Volta a Saxònia
  - Vencedor d'una etapa de la Volta a Hessen
- 2002
  - 1r a la París-Bourges
  - Vencedor d'una etapa de la Volta a Renània-Palatinat
- 2004
  - 1r a la Hel van het Mergelland
  - 1r al Gran Premi Jef Scherens
- 2005
  - Vencedor d'una etapa de la Volta a Saxònia
- 2006
  -  Campionat de Dinamarca de ciclisme en ruta
  - 1r al Gran Premi Herning
  - Vencedor d'una etapa de la Volta a Luxemburg
- 2008
  - 1r al Gran Premi Copenhagen Classic
- 2009
  - Vencedor d'una etapa del Roine-Alps Isèra Tour
  - Vencedor d'una etapa de la Ronda de l'Oise

### Resultats al Tour de França
- 2000. 119è de la classificació general

### Resultats a la Volta a Espanya
- 2005. 123è de la classificació general